# Christian Meyer (politikus)
Christian Meyer (Holzminden, 1975. július 23. –) német politikus. 2008 és 2013 közt a Szövetség ’90/Zöldek színeiben az alsó-szászországi tartományi parlament tagja volt. 2013 óta az állam élelmiszeripari, mezőgazdasági és fogyasztóvédelmi minisztere.